# Congresso universale di esperanto del 1908
Il Congresso universale di esperanto del 1908, il quarto, si svolse nel 1908 a Dresda, in Germania. Vi parteciparono 1500 persone, fra cui Ludwik Lejzer Zamenhof, l'iniziatore della lingua, accompagnato dalla moglie.
Il congresso si svolse sotto il patronato di Federico Augusto III, re di Sassonia.

## Comitato organizzativo

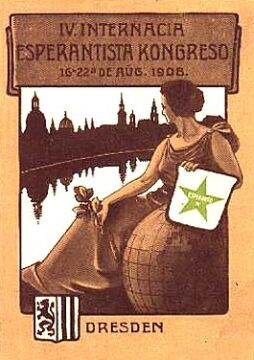
Cartolina congressuale.

Il comitato organizzativo del congresso era presieduto dal dottor Eduard Mybs; vicepresidente fu Albert Schramm. A titolo onorifico, venne nominato un comitato di presidenti ad honorem comprendente Gustav Otto Beutler (sindaco di Dresda), il conte von Hohenthal und Bergen ministro degli esteri, von Metsch-Reichenbach (ministro della casa reale), von Eriegern (ciambellano), il generale Max Clemens Lothar von Hausen (ex ministro della guerra e futuro primo ministro della Sassonia) e numerosi professori, parlamentari e delegati del governo cittadino.

## Rappresentanti delle istituzioni
Parteciparono al congresso Shimura (delegato ufficiale del ministero dell'istruzione del Giappone), Straub (delegato ufficiale del governo degli Stati Uniti d'America), Yemans (rappresentante ufficiale del governo delle Filippine), Pujula (rappresentante ufficiale del consiglio provinciale di Barcellona), Adolphe Moynier (delegato ufficiale del comitato internazionale della Croce Rossa) e Gaston Moch (delegato ufficiale della Internacia Oficejo de Paco).

## Eventi successivi al congresso

### Visita a Praga e a Berlino
(Adam Zakrzewski, "Historio de Esperanto 1887-1912", Gebethner & Wolf, Varsavia, 1913.)

### Visita a Copenaghen
L'esperantista danese Marie Schröder ed altri organizzarono inoltre un postcongresso a Copenaghen, cui partecipò lo stesso Zamenhof; fu la prima e unica visita dell'iniziatore dell'esperanto in Danimarca.